# Rose Tapley
Rose Elizabeth Tapley (30 de junio de 1881 – 23 de febrero de 1956) fue una actriz teatral y cinematográfica estadounidense, conocida principalmente por su carrera en el cine mudo. 

## Primeros años
Nacida en Salem (Massachusetts), era prima del Capitán Robert Bartlett, comandante del S.S. Roosevelt, y del HMCS Karluk. Todos sus parientes por el lado paterno eran marinos. La madre de Tapley era Elizabeth Stagg Riker. Tapley estudió en escuelas públicas de Malden (Massachusetts) y en la Universidad de Boston.

## Carrera
Tapley fue actriz teatral desde 1900 a 1909, siendo su primer papel en el medio el de Bernice en My Friend From India, producida por la Myron B. Rice Company. En la temporada de 1900 interpretó todos los demás papeles femeninos de la obra. En el ámbito teatral actuó junto a famosos intérpretes de la época, como fue el caso de Richard Mansfield, Chauncey Olcott, E. H. Sothern y J.H. Stoddard. Con Mansfield, Tapley trabajó en Beau Brummel, Monsieur Beaucaire, A Parisian Romance, y First Violin, y uno de sus papeles más destacados fue el que llevó a cabo en The Sign of the Cross. 
Su primera actuación cinematográfica tuvo lugar en 1905, interviniendo en el film de Thomas Alva Edison Wanted a Wife, y poco después actuó en el primer cortometraje de duración estándar, The Money Kings. En mayo de 1909 firmó un contrato con la compañía Vitagraph, pasando a ser la primera actriz principal del medio cinematográfico. Además, fue la primera estrella teatral que inició una carrera en el cine. Además de con Vitagraph, también actuó con Famous Players-Lasky y Fox Film hasta el momento de su retiro en 1931. En total, a lo largo de su carrera participó en 175 filmes, destacando de entre ellos The Way of the Cross (1909), A Midsummer Night's Dream (1909), The Cave Man (1912), Every Inch A Man (1912), Mr Jarr and the Society Circus (1915), Her Majesty (1922), God's Great Wilderness (1927), His First Command (1929) y Resurrection (1931).
Tapley fue llamada con frecuencia Madre de las Películas, fue presentadora oficial de diversas exposiciones cinematográficas organizadas a lo largo del país, y en 1916-1917 hizo una gira como representante de la industria cinematográfica. En esta faceta, hizo actuaciones frente a clubes femeninos, empresas y cámaras estatales.

## Vida personal
Tapley estuvo casada con el abogado neoyorquino Frank E. Holahan, fallecido en octubre de 1955. 
Rose Tapley falleció en 1956 en el Motion Picture & Television Country Home and Hospital de Woodland Hills (Los Ángeles), California. Tenía 74 años de edad. Fue enterrada en el cementerio San Fernando Mission de Mission Hills, Los Ángeles.